# Microcebus margotmarshae
Microcebus margotmarshae är en art i släktet musmakier som lever på nordvästra Madagaskar. Den skiljer sig från andra släktmedlemmar i sina genetiska egenskaper.
För en hona registrerades en kroppslängd (huvud och bål) av 116 mm, en svanslängd av 143 mm och en vikt av 41 g. Den rödorange pälsen på ovansidan har gråa nyanser. På huvudet är den rödorange färgen intensivare och näsryggen mellan ögonen är vit. Undersidan är täckt av krämfärgad till vit päls.
Utbredningsområdet ligger mellan floderna Andranomalaza och Maevorano. Individerna lever i skogar. De är nattaktiva och klättrar i träd.
Skogen omvandlas till jordbruksmark vad som hotar beståndet. Utbredningsområdet uppskattas vara 1 100 km² stort. IUCN listar arten som starkt hotad (EN).